# 公祖句兹

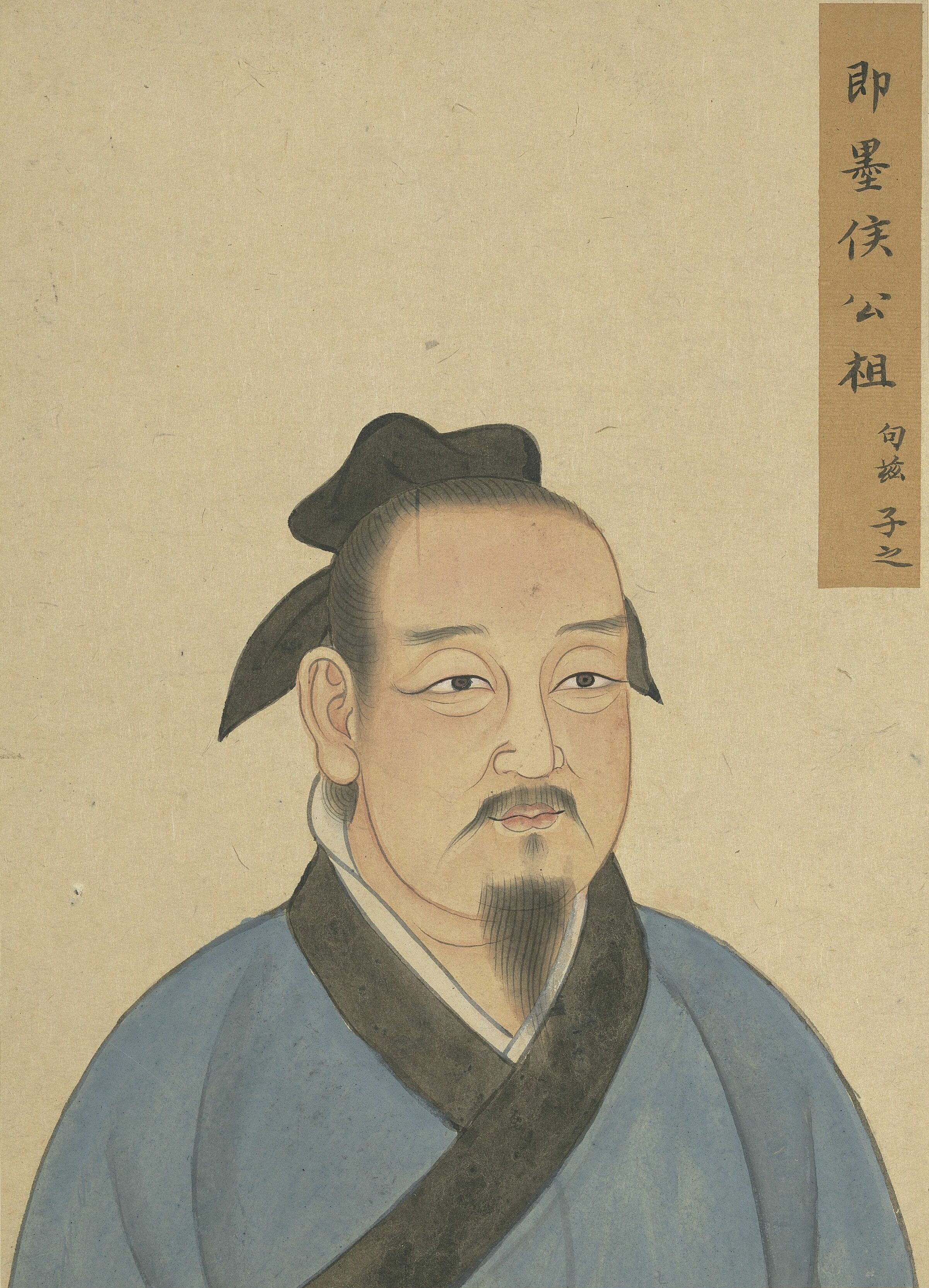
公祖句茲

公祖句茲（？—？），字子之。春秋魯國寝丘（今河南固始）人。孔子弟子。

## 生平
公祖句茲事跡不詳。 

## 歷代追封
- 漢明帝永平十五年（72年）從祀孔廟。
- 唐玄宗開元二十七年（739年）封期思伯。
- 宋真宗大中祥符二年（1009年）封即墨侯。
- 明世宗嘉靖九年（1530年）封先賢公祖子。

## 評價
- 宋高宗：「惟彼子之，錫伯期思，與賢並進，得聖而師，彬彬雅道，翼翼令儀，正目至言，廟食不隳。」
- 梅詢：「子之生魯，從師尼父，恂恂厥里，峨峨章甫，非聖勿言，惟道是與，千古而下，俾侯齊土。」